# 季川马先蒿
季川马先蒿（学名：Pedicularis yui）是列当科马先蒿属的植物，是中国的特有植物。分布在中国大陆的云南等地，生长于海拔4,100米的地区，见于高山沼泽中。

## 变种
季川马先蒿缘毛变种（学名：Pedicularis yui var. ciliata）为玄参科马先蒿属下的一个变种。